# Žagubica
Žagubica (izvirno srbsko Жагубица, romunsko Jagubița, Jăgobița ali Iaguba) je majhno mesto v Srbiji, ki je središče istoimenske občine; slednja pa je del Braničevskega upravnega okraja.
Je središče geografske pokrajine Homolje. Leži v Žagubiški kotlini med Homoljskimi planinami na severu in Beljanico na jugu. Oddaljena je 160 km od Beograda, 83 km od Požarevca, 57 km od Despotovca in 47 km od Bora. Južno od mesta je močan kraški izvir reke Mlave.
Razvila se je začetek 18. stoletja kot naselje živinorejcev. V mestu delujeta kulturno-umetniško društvo in pokrajinski muzej Homolja.

## Demografija
V naselju je ob popisu 2002 živelo 2287 polnoletnih prebivalcev, pri čemer je bila njihova povprečna starost 42,0 let (39,9 pri moških in 43,8 pri ženskah). Naselje je imelo 998 gospodinjstev, pri čemer je povprečno število članov na gospodinjstvo 2,80. V času zadnjih petih popisov je opazno zmanjševanje števila prebivalcev
|  | 3365 | 3694 | 3670 | 3591 | 3479 | 3349 | 2823 | 2590 | 2110 |
|  | 1948 | 1953 | 1961 | 1971 | 1981 | 1991 | 2002 | 2011 | 2022 |

Naselje je, glede na rezultate popisa iz leta 2002, večinoma srbsko. V okoliških krajih je številna vlaška manjšina.
| Etnična sestava po popisu iz leta 2002 | Etnična sestava po popisu iz leta 2002 | Etnična sestava po popisu iz leta 2002 | Etnična sestava po popisu iz leta 2002 | Etnična sestava po popisu iz leta 2002 |
| -------------------------------------- | -------------------------------------- | -------------------------------------- | -------------------------------------- | -------------------------------------- |
| Srbi                                   | Srbi                                   |                                        | 2.626                                  | 93,02%                                 |
| Vlahi                                  | Vlahi                                  |                                        | 74                                     | 2,62%                                  |
| Črnogorci                              | Črnogorci                              |                                        | 9                                      | 0,31%                                  |
| Romi                                   | Romi                                   |                                        | 8                                      | 0,28%                                  |
| Romuni                                 | Romuni                                 |                                        | 6                                      | 0,21%                                  |
| Hrvati                                 | Hrvati                                 |                                        | 5                                      | 0,17%                                  |
| Makedonci                              | Makedonci                              |                                        | 3                                      | 0,10%                                  |
| Goranci                                | Goranci                                |                                        | 2                                      | 0,07%                                  |
| Rusini                                 | Rusini                                 |                                        | 1                                      | 0,03%                                  |
| Madžari                                | Madžari                                |                                        | 1                                      | 0,03%                                  |
| Jugoslovani                            | Jugoslovani                            |                                        | 1                                      | 0,03%                                  |
| Neznano                                | Neznano                                |                                        | 42                                     | 1,48%                                  |